# Li Peng
Li Peng (李鵬T, 李鹏S, Lǐ PéngP, Li P'engW; Chengdu, 20 ottobre 1928 – Pechino, 22 luglio 2019) è stato un politico cinese che ha ricoperto la carica di quarto premier della Repubblica Popolare Cinese dal 1987 al 1998 e di presidente del Comitato permanente del Congresso nazionale del popolo, il massimo organo legislativo della Cina, dal 1998 al 2003. Per gran parte degli anni '90 Li è stato classificato secondo nella gerarchia del Partito Comunista Cinese (PCC) dietro l'allora segretario generale del PCC Jiang Zemin. Ha mantenuto il suo posto nel Comitato permanente del Politburo del PCC fino al suo pensionamento nel 2002.
In qualità di Premier, Li sostenne l'uso della forza per sedare le proteste di piazza Tienanmen del 1989. Dopo aver ottenuto il sostegno della maggior parte dei suoi colleghi, incluso Deng Xiaoping, il 20 maggio 1989 dichiarò ufficialmente la legge marziale e promise "misure risolute e decisive per porre fine ai disordini". Le proteste furono represse dai militari il 3-4 giugno. Le stime occidentali parlano di circa 3.000 morti e tra i 7.000 e 10.000 feriti. In seguito Li, soprannominato "il macellaio di Tienamen", descrisse la repressione come una vittoria storica per il comunismo: temeva che le proteste sarebbero state potenzialmente dannose per la Cina come lo era stata la Rivoluzione Culturale. La legge marziale fu revocata da Li il 10 gennaio 1990.

## Biografia

### L'infanzia
Li nacque a Chengdu, nel Sichuan, figlio di un rivoluzionario comunista, Li Shuoxun, fra i primissimi fondatori del PCC e commissario politico della XX Divisione durante la rivolta di Nanchang, e di Zhao Juntao, anche lei tra i primi operativi comunisti. Aveva appena tre anni quando nel 1931 suo padre, che lavorava sotto copertura ad Hainan, fu catturato e fucilato dal Guomindang; qualche anno più tardi, Li venne adottata da Zhou Enlai (che diverrà il primo capo del governo della Cina popolare nel 1949) e sua moglie Deng Yingchao.
Nel 1941 Li cominciò gli studi all'Istituto di Scienze Naturali di Yan'an, la base comunista di allora. Nel 1945, a 17 anni, entrò nel Partito Comunista. Nel luglio 1946, Li fu mandato a lavorare a Zhangjiakou. Secondo i suoi ricordi, nel 1947 viaggiò attraverso lo Shandong e la Corea del Nord, finendo infine ad Harbin dove iniziò a gestire alcuni lavori per un impianto di lavorazione dello strutto. Nel 1948, Li Peng fu mandato a studiare all'Istituto di Ingegneria Energetica di Mosca, specializzandosi in ingegneria idroelettrica. Un anno dopo, nel 1949, Zhou Enlai divenne primo ministro della Repubblica Popolare Cinese. Li si laureò nel 1954. Durante la sua permanenza in Unione Sovietica, Li fu a capo dell'Associazione degli studenti cinesi in Unione Sovietica.

### L'ascesa
Durante la Rivoluzione Culturale, Li non fu colpito, ma nemmeno partecipò al movimento. Solo nel 1979 infatti divenne viceministro dell'Industria Pesante e segretario della cellula del Partito di detto Ministero; nel 1981 venne promosso ministro. Fu contemporaneamente anche viceministro delle Risorse Acquatiche e vicesegretario della cellula locale. Dal 1983 fu vice primo ministro e ministro delle Risorse Acquatiche, quindi, dal 1985, anche ministro responsabile della Commissione di Stato per l'Istruzione.
La prima metà degli anni Ottanta segnò la sua ascesa ai massimi vertici del Partito. Nel 1982 il XII Congresso nazionale del Partito Comunista Cinese lo elesse membro del Comitato centrale. Nel 1985 fu promosso all'Ufficio politico e alla Segreteria. Nonostante questi suoi importanti incarichi, Li non prese mai parte attiva al dibattito inaugurato agli alti vertici del Partito sull'apertura al libero mercato inaugurata da Deng Xiaoping. Sembra comunque che tendesse maggiormente verso la fazione più critica nei confronti delle riforme, timorosa non tanto del libero mercato, quanto di una conformazione alla perestrojka di Michail Gorbačëv, in atto nell'Unione Sovietica proprio in quegli anni, che stava minando l'autorità del Partito. In ogni caso, il socialismo con caratteristiche cinesi di Deng mantenne sempre il potere del Partito un punto fermo e indiscutibile.

### Il governo
La reintroduzione caotica del capitalismo provocò numerose insurrezioni e proteste, specialmente studentesche. Nel gennaio 1987, la responsabilità delle proteste venne addossata a Hu Yaobang, che venne così privato del ruolo di segretario generale del PCC. Questi venne sostituito da Zhao Ziyang, allora primo ministro, la cui carica restò così vacante; Li, in qualità di suo vice, venne chiamato a sostituirlo. In virtù della sua nuova carica, divenne anche membro del Comitato permanente dell'ufficio politico del Partito Comunista Cinese.
Zhao tendeva maggiormente verso un'economia di mercato del tutto aperta agli investimenti stranieri. Questa sua posizione e l'inflazione crescente ebbero il risultato di moltiplicare le proteste, anche all'interno dello stesso Partito Comunista, dove era maggiormente sentito lo "spettro" dell'influenza occidentale. I disordini culminarono con la protesta di piazza Tienanmen, repressa nel sangue dall'esercito. Li ebbe un ruolo non indifferente nella repressione, che contribuì a minare la sua già bassa popolarità.
A differenza di Deng Xiaoping, che in seguito alla repressione dovette rinunciare alla presidenza della Commissione militare centrale, Li riuscì a restare in carica anche sotto il nuovo presidente Jiang Zemin. Di Jiang, Li condivideva la volontà di continuare sì la transizione al libero mercato, ma mantenendo un ferreo controllo delle autorità centrali. Ciò anche alla luce del crollo dell'URSS, avvenuto nel 1991. Durante il suo governo, Li alleggerì i finanziamenti statali alle imprese private e innalzò il tasso d'interesse. Nel 1992 fu tra i promotori degli ambiziosi progetti della diga delle Tre Gole e della capsula spaziale Shenzhou.
Nel 1998, al termine del suo secondo mandato, Li dovette dimettersi. Il suo successore Zhu Rongji, fu scelto proprio per mettere a punto un'accelerazione della crescita economica, che Li aveva osteggiato a favore della centralizzazione.

### Presidente dell'Assemblea nazionale
Dopo il termine del suo governo, Jiang volle garantire a Li una posizione onorifica prima del suo ritiro definitivo.
Quindi nel 1998 venne eletto presidente del Comitato permanente dell'Assemblea nazionale del popolo, nonostante la scarsa popolarità e l'ancora minore propensione degli stessi deputati ad eleggerlo: basti pensare che fu eletto con il 90% dei voti, pur essendo l'unico candidato. In ogni caso, la presidenza di Li fu solamente cerimoniale e non vide successi degni di nota. Gran parte del suo lavoro fu inoltre rivolto alla realizzazione della diga delle Tre Gole, la più vasta del mondo.

### Gli ultimi anni
Nel 2002, Li lasciò il Comitato Centrale del Partito, compresi quindi anche l'Ufficio Politico ed il suo Comitato Permanente. Il 15 marzo 2003 fu sostituito da Wu Bangguo alla presidenza dell'Assemblea, lasciando così l'ambiente politico.
Gli oppositori dell'autorità del PCC considerano Li Peng il "macellaio di Tienanmen". Altri ancora criticano il suo approccio economico, in particolare rimproverandogli la costruzione di mega-opere laddove invece avrebbe potuto impiegare il denaro richiesto per migliorare le condizioni di vita dei cinesi e i settori dell'istruzione, della sanità e della legalità.
È morto a Pechino il 22 luglio 2019 all'età di 90 anni. Al momento della morte era in cura in un ospedale di Pechino.